# Segona Federació
La Segona Divisió RFEF, coneguda com a Segona RFEF, Segona Federació o Segona B-Segona RFEF, és el quart nivell del sistema de lligues de futbol d'Espanya. És la categoria posterior a la Primera Divisió RFEF. La seva organització depèn de la Real Federació Espanyola de Futbol, de la qual pren la seva denominació. Consta de 5 grups, amb 18 equips cadascun. El seu estatus és semiprofessional.

## Sistema de competició
La Segona Divisió RFEF està integrada per un total de 90 clubs dividits en cinc grups de 18 equips cadascun distribuïts per proximitat geogràfica, en la nova reestructuració del futbol espanyol després de la supressió en la temporada 2019-20 dels descensos de categoria, provocada per la pandèmia de COVID-19 a Espanya, i que va provocar que les categories tinguessin un excés de clubs en la temporada 2020-21.
Aquests 90 equips de la primera temporada de la Segona Divisió RFEF van tenir el següent origen:
- 36 procedents de la Segona Divisió B. Els classificats entre els llocs 41 i 76 de la seva última temporada.
- 54 procedents de la Tercera Divisió. Els més ben classificats de la seva última edició.

El sistema de competició és el mateix que en la resta de categories de la Lliga. Es disputa anualment, començant a la fi del mes d'agost o principis de setembre, i conclou el mes de maig o juny del següent any.
Els divuit equips de cada grup s'enfronten tots contra tots en dues ocasions, una en camp propi i una altra en camp contrari, la qual cosa suma un total de trenta-quatre jornades. L'ordre de les trobades es decideix per sorteig abans de començar la competició. El guanyador d'un partit obté tres punts, el perdedor no suma cap i, en cas d'un empat, es reparteix un punt per a cada equip.

### Ascens i descens de categoria
Pugen a la Primera RFEF els campions de cadascun dels cinc grups. Del segon al cinquè juguen un play-off en seu neutral barrejant-se entre els grups per les cinc places d'ascens restants. Descendiran els cinc últims de cada grup (del 18è al 14è). Els quatre pitjors sisens per la cua (posició 13è) disputaran un play-off en seu neutral del que sortiran dos equips descendits a la Tercera RFEF.

### Equips filials
Els equips filials poden participar en la Segona Divisió RFEF si els seus primers equips competeixen en una categoria superior. Els filials i els seus respectius primers equips no poden competir en la mateixa divisió; per això, si un equip descendeix a Primera Divisió RFEF i el seu filial guanya els play-off d'ascens a aquesta categoria, haurà de quedar-se obligatòriament a Segona Divisió RFEF. De la mateixa manera, un filial que s'hagi classificat per a la fase d'ascens a Primera Divisió RFEF no pot disputar-la si el primer equip milita en aquesta categoria. En aquest cas, el substitueix el següent classificat del seu grup que sí pugui ascendir. Això no serà així si el primer equip milita a Primera Divisió RFEF, però es classifica per a la fase d'ascens a Segona Divisió.